# Зилоти (Јевреји)
Зилоти (од грч. ζηλωτής зилотос, хебр. קנאי канај - ревнитељ) се обично поистовећују с јеврејским борцима за слободу који су водили први рат против Рима 67—68. године. Мада су делили многа уверења са фарисејима, из чијих су редова без сумње и потекли, њих је најбоље окарактерисати као једну групацију у оквиру друштва пред избијање отвореног рата с Римом. Поред тога што су били ултранационалисти, зилоти су сматрали Храм симболом победе над Римљанима и стога су учинили све што је било у њиховој моћи да га очисте од не-Јевреја и оних који су сарађивали с Римом. Зилоти су мање-више нестали с падом Јерусалима (70. године) и Масаде (73. године), да би се поново појавили међу месијанским следбеницима Бар Кохбе 132—135. године.